# سیارک ۶۵۹۶
سیارک ۶۵۹۶ (به انگلیسی: 6596 Bittner، نامگذاری:1987VC1) شش هزار و پانصد و نود و ششمین سیارک کشف شده‌است که در ۱۵ نوامبر ۱۹۸۷ کشف شد.
قدر مطلق سیارک برابر ۱۳٫۵۰ است.